# Shingo Hiruma
Shingo Hiruma (12 agosto 1974) è un ex giocatore di football americano giapponese che ha giocato come linebacker.

## Palmarès
- 1 Mondiale (2003)